# برالفينيلا أليفة البكتريا
برالفينيلا أليفة البكتريا (الاسم العلمي: Paralvinella bactericola) هو نوع من الحيوانات يتبع جنس البرالفينيلا من فصيلة ألفينيلية.